# Омаров, Сагандык
Сагандык Омаров, другой вариант имени — Сагындык (каз. Омаров Сағындық; 1913 год, аул Кызылтас — 1979 год) — старший машинист турбин Усть-Каменогорской ТЭЦ Министерства энергетики и электрификации Казахской ССР, Восточно-Казахстанская область, Казахская ССР. Герой Социалистического Труда (1971).

## Биография
Родился в 1903 году в крестьянской семье в ауле Кызылтас. С 1930 года трудился на строительных объектах в Риддере. С 1939 года — машинист турбинного цеха Риддерского горно-металлургического комбината. В 1941 году был призван на фронт. Воевал в составе 2-го железнодорожного батальона. В 1947 году демобилизовался и возвратился в Казахстан.
С 1947 по 1973 года работал машинистом, старшим машинистом на Усть-Каменогорской ТЭЦ. С 1949 года занимался монтажом и эксплуатацией энергопоездов для Усть-Каменогорского свинцово-цинкового комбината. За успешный ввод в действие энергопоездов в 1961 году был удостоен звания ударника коммунистического труда.
Применял передовые методы и рационализаторские предложения по эксплуатации оборудования машинного цеха, что привело в увеличению производительности в годы восьмой пятилетки (1960—1970) с 35 % на 71,8 %. Благодаря его трудовой деятельности и рационализаторским предложениям выработка валовой продукции в машинном цехе Усть-Каменогорской ТЭЦ увеличилась на 189,1 % и производительность труда возросла на 144,5 %. За особые заслуги при выполнении заданий пятилетнего плана по развитию энергетики страны удостоен звания Героя Социалистического Труда указом Президиума Верховного Совета СССР от 20 апреля 1971 года c вручением ордена Ленина и золотой медали «Серп и Молот».
В 1973 году вышел на пенсию.
Награды
- Герой Социалистического Труда
- Орден Ленина
- Орден «Знак Почёта» (04.10.1966)
- Медаль «За взятие Кенигсберга»
- Медаль «За победу над Германией в Великой Отечественной войне 1941—1945 гг.»
- Медаль «За трудовое отличие» (12.04.1952)
- Медаль «За трудовую доблесть» (23.02.1955)